# Mandevilla sanderi
A Mandevilla sanderi a tárnicsvirágúak (Gentianales) rendjébe, ezen belül a meténgfélék (Apocynaceae) családjába tartozó faj.

## Előfordulása
A Mandevilla sanderi előfordulási területe Brazília délkeleti részén található. Rio de Janeiro nevű államban őshonos meténgféle.
Közkedvelt dísznövény.

## Képek

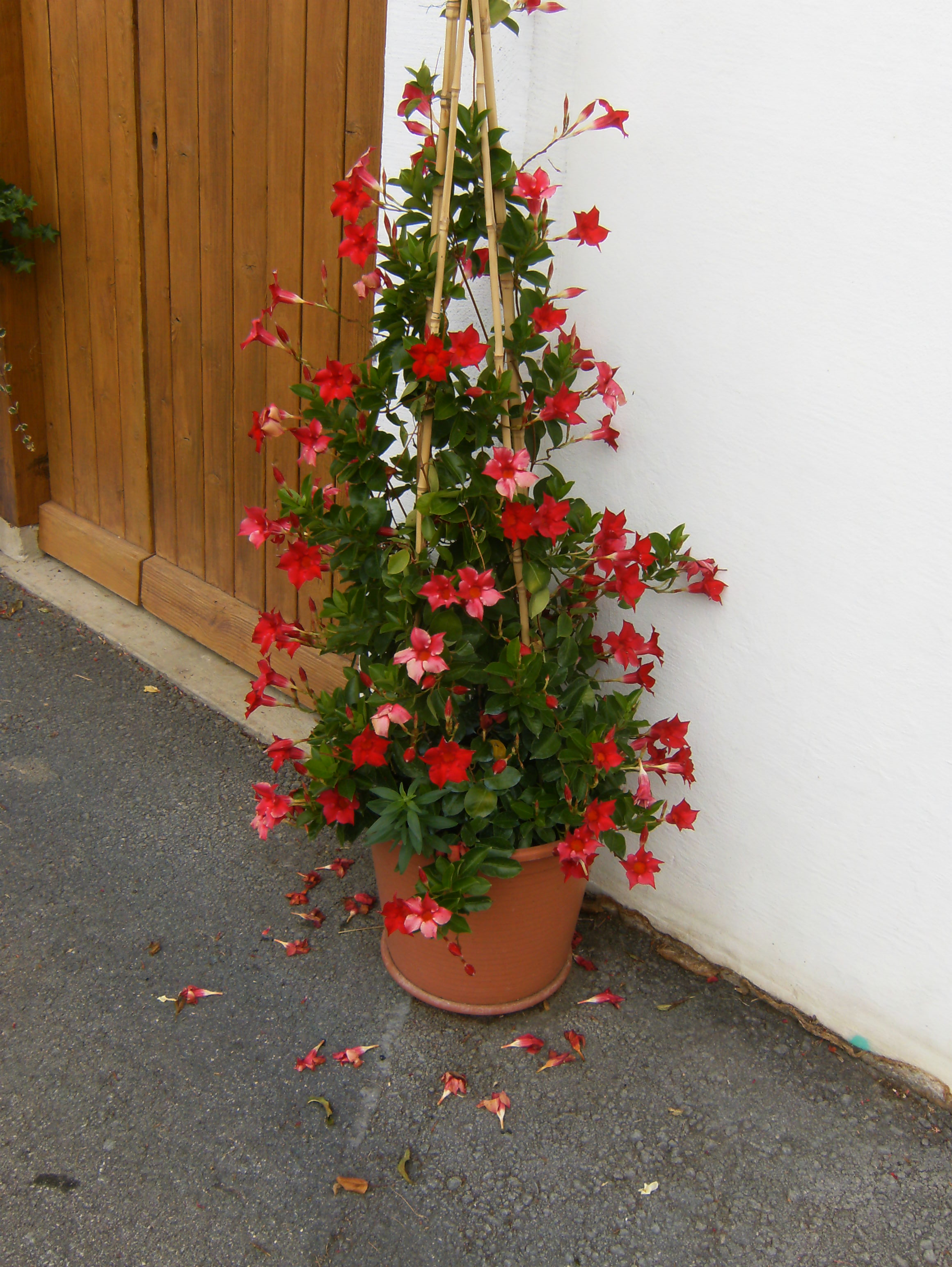
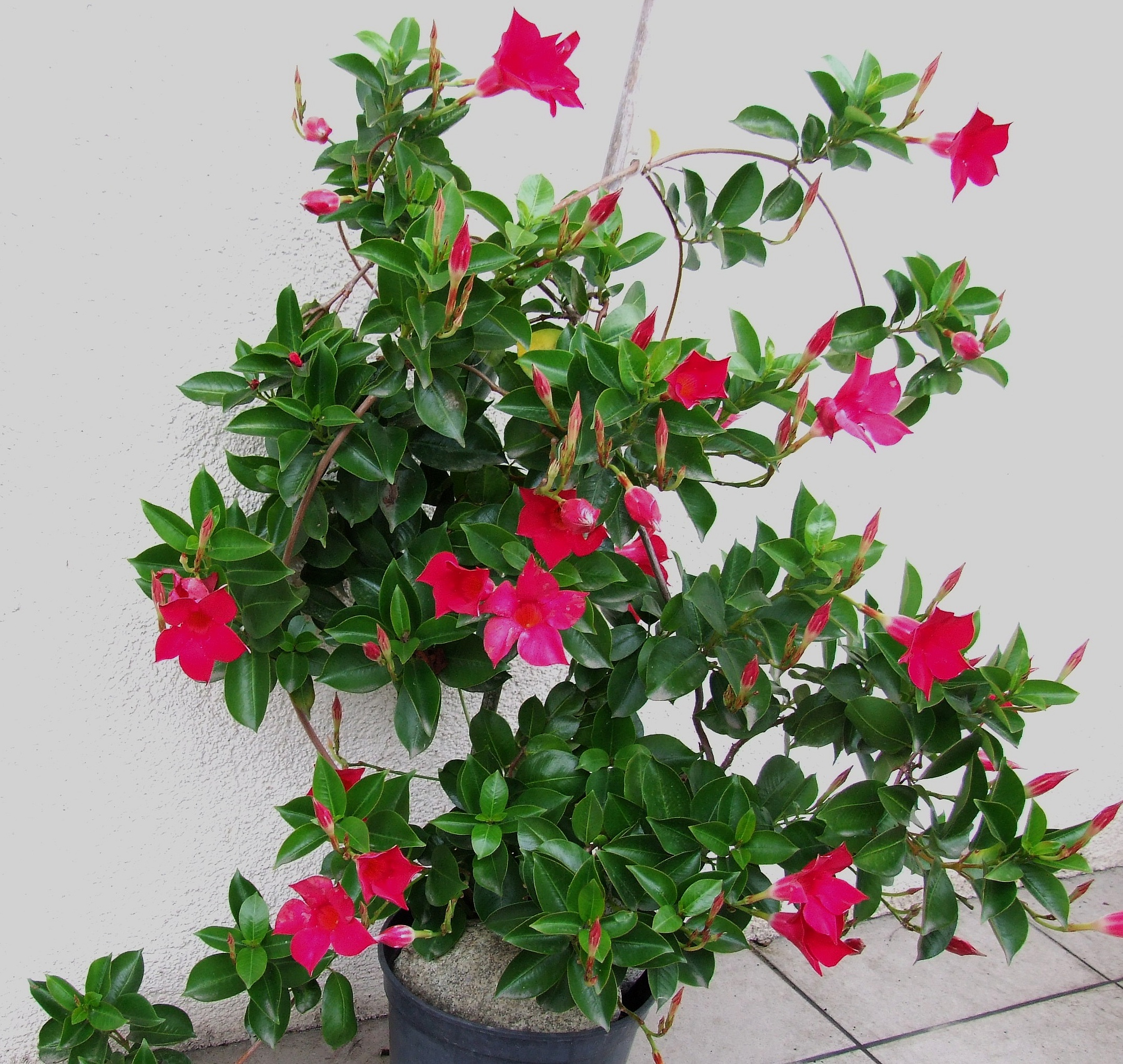
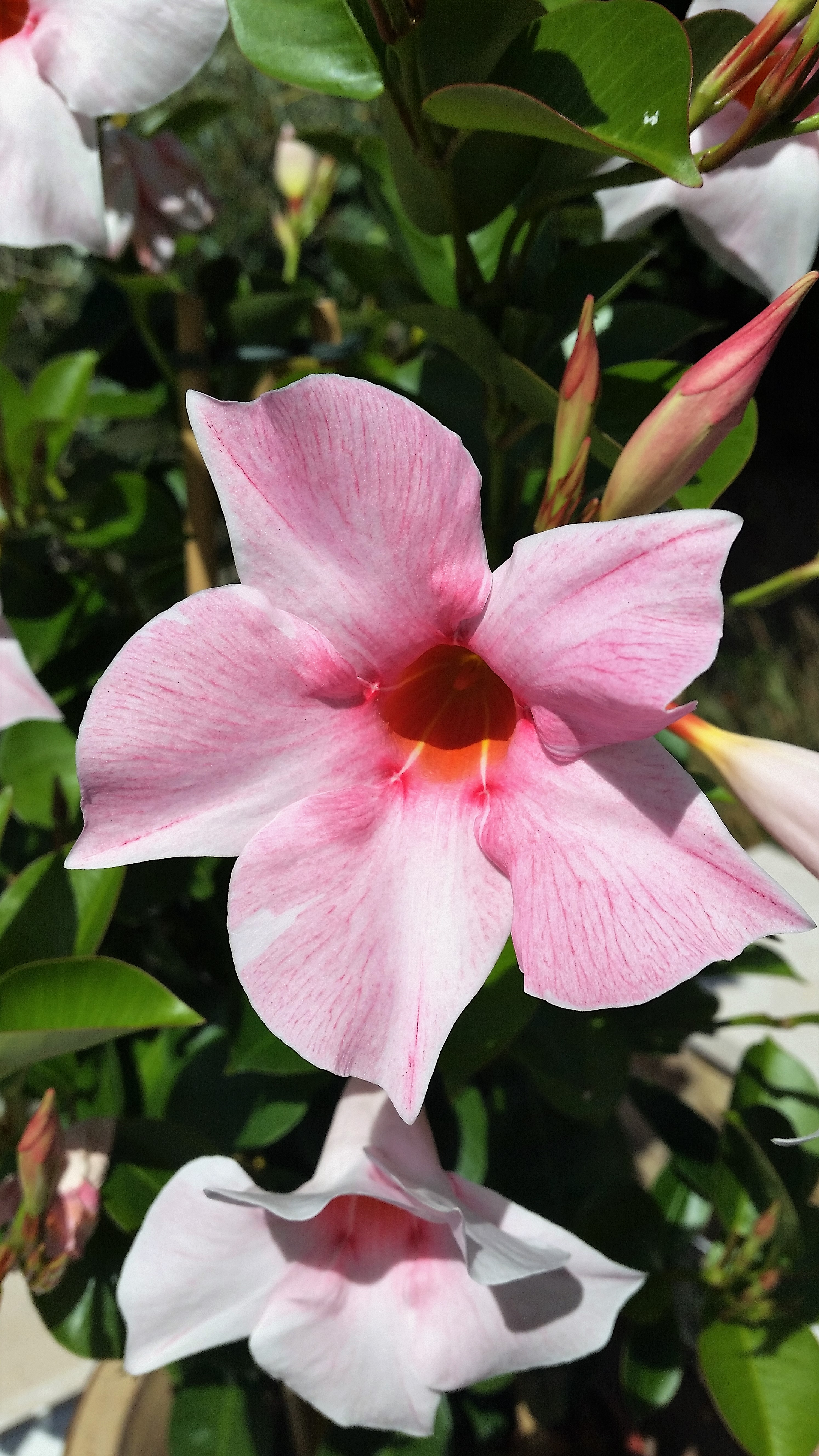
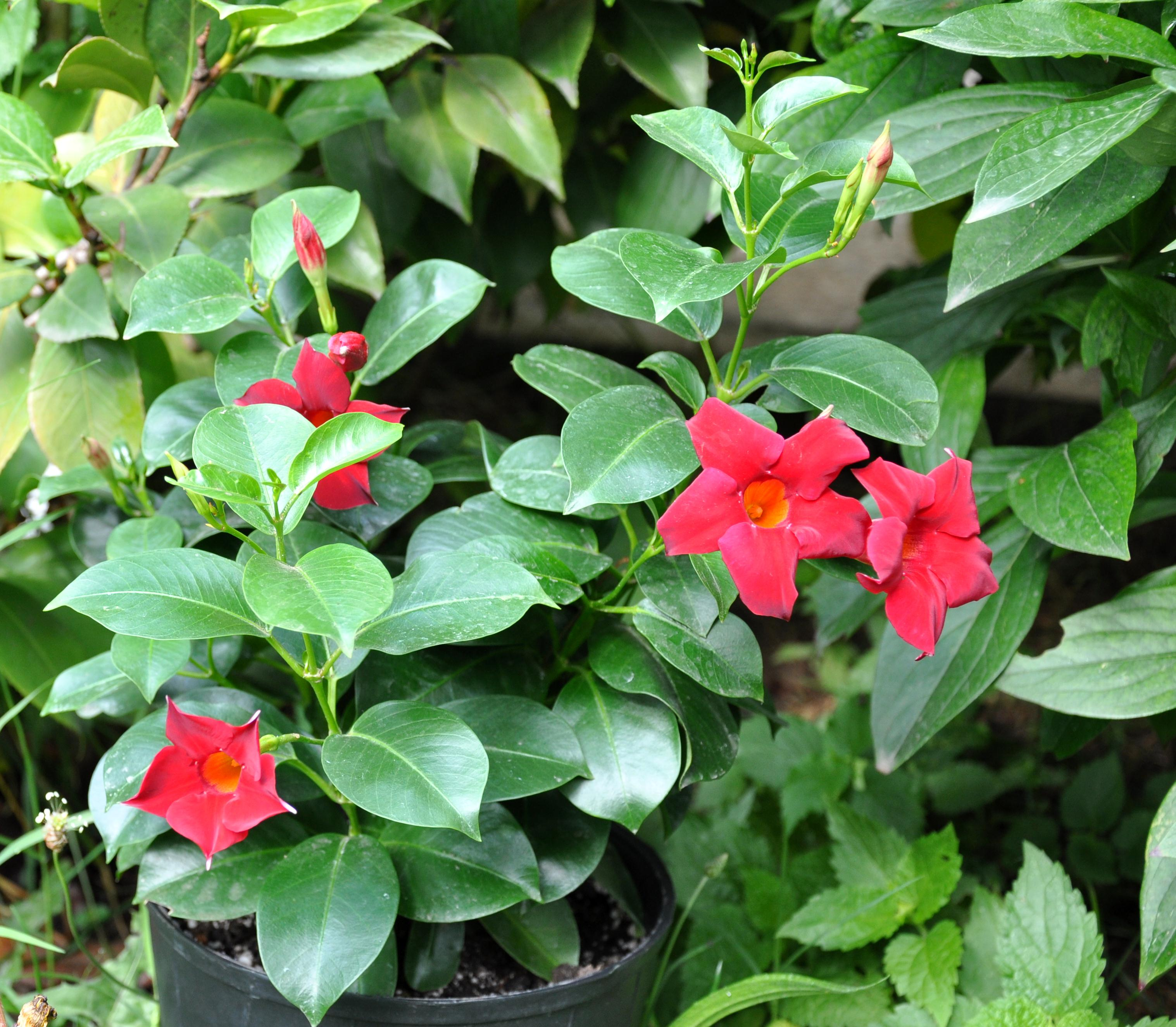
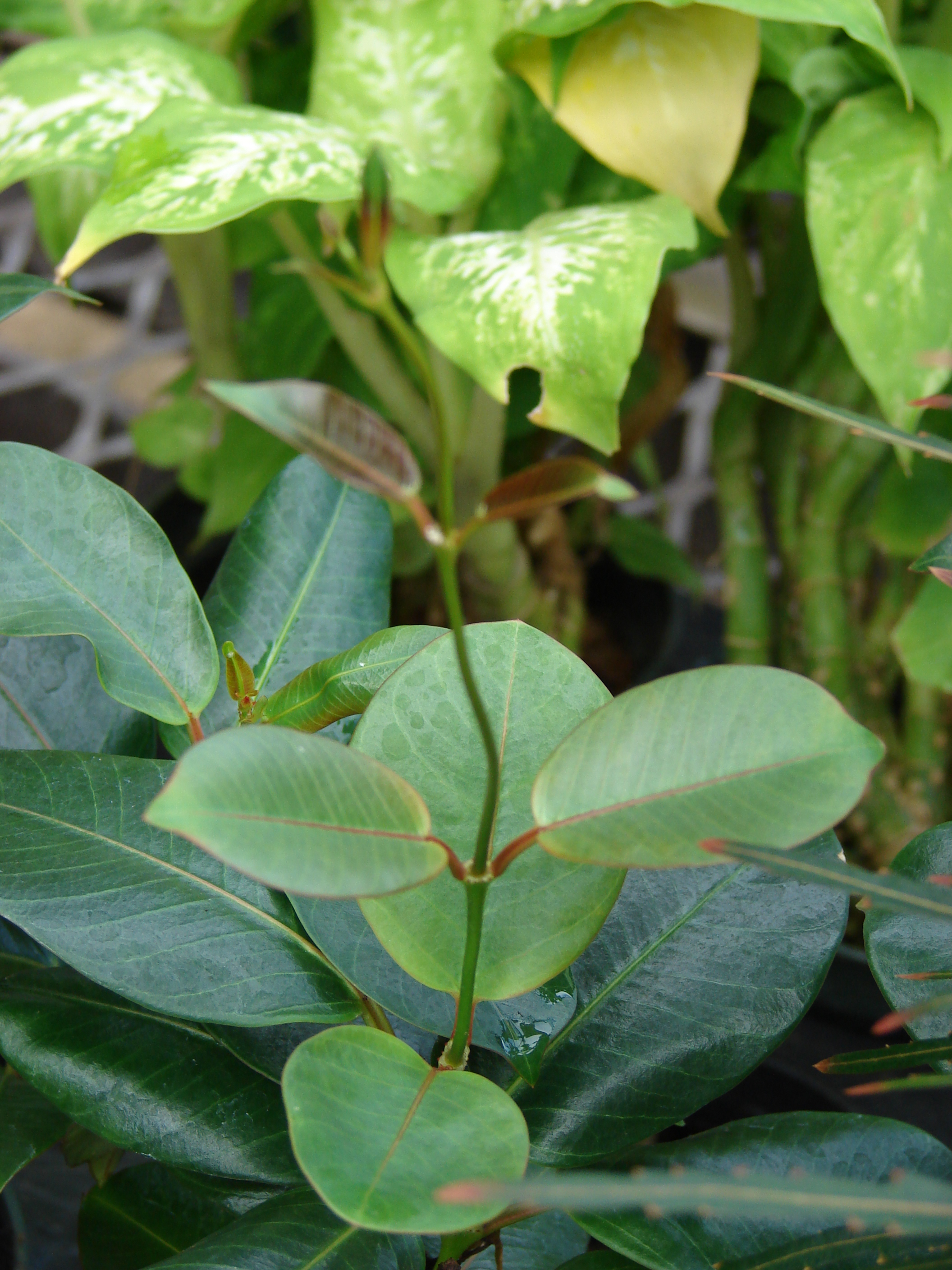

## Megjelenése
Évelő bokorszerű cserje, amely indáival kapaszkodik a környezetében levő fákba vagy tárgyakba. Körülbelül 2-3 méter magasra nő meg, de elérheti a 4,5 méteres magasságot is. Évente 60 centiméter is nőhetnek az új hajtásai. A gyökereinek egy része megvastagodott, gumószerűvé vált, hogy segítségükkel kibírja a száraz évszakot. A kapaszkodó szárain, hajtásain kicsik a levelek, és majdnem teljesen virágtalanok. A virágzó szárakon az elliptikus levelek 5-6 centiméteresek és a levélnyélen átellenesen ülnek. A növény fehér, gumiszerű nedvet tartalmaz, amely mérgező az ember számára. Virágai 4-7 centiméter átmérőjűek és élénk rózsaszínes-vörösek; nagy tölcsérként néznek ki.